# Condado de Custer (Idaho)
El condado de Custer (en inglés: Custer County), fundado en 1881, es uno de los 44 condados del estado estadounidense de Idaho. En el año 2000 tenía una población de 4342 habitantes con una densidad poblacional de 0.34 personas por km². La sede del condado es Challis.

## Geografía
Según la Oficina del Censo, el condado tiene un área total de 12 786 km² (4936,7 mi²), de la cual 12 757 km² (4925,5 mi²) es tierra y 29 km² (11,2 mi²) (0.23%) es agua.

### Condados adyacentes
- Condado de Lemhi - norte
- Condado de Butte - este
- Condado de Blaine - sur
- Condado de Elmore - suroeste
- Condado de Boise - suroeste
- Condado de Valley - oeste

### Carreteras
- - US 93
- - SH-21 Ponderosa Pine Scenic Byway
- - SH-75 Sawtooth Scenic Byway, Salmon River Scenic Byway

## Demografía
En el 2000 la renta per cápita promedia del condado era de $$32 174, y el ingreso promedio para una familia era de $39 551. En 2000 los hombres tenían un ingreso per cápita de $32 255 versus $21 463 para las mujeres. El ingreso per cápita para el condado era de $15 783. Alrededor del 14.30% de la población estaba bajo el umbral de pobreza nacional.

## Comunidades

### Ciudades
- Challis
- Clayton
- Lost River
- Mackay
- Stanley

### Comunidades no incorporadas
- Bayhorse
- Bonanza
- Custer